# Neophaenis tullia
Neophaenis tullia là một loài bướm đêm trong họ Noctuidae.